# Die Braut von Korea
Die Braut von Korea ist ein Ballett in vier Akten und neun Bildern von Josef Bayer. Das Libretto verfasste Heinrich Regel, die Choreografie stammt von Joseph Haßreiter. Die Uraufführung erfolgte am 22. Mai 1897 im K. K. Hof-Operntheater in Wien, wo es bis 1901 im Repertoire blieb. 
Am 1. Januar 1899 fand die Premiere des Balletts auch in Deutschland am Hamburgischen Stadttheater statt, wo es vierzehn Mal aufgeführt wurde.
Das Stück soll laut Kritiken insbesondere für seine extravaganten Kostüme und Bühnenbilder bekannt gewesen sein.

## Personen
- Der Prinz von Korea

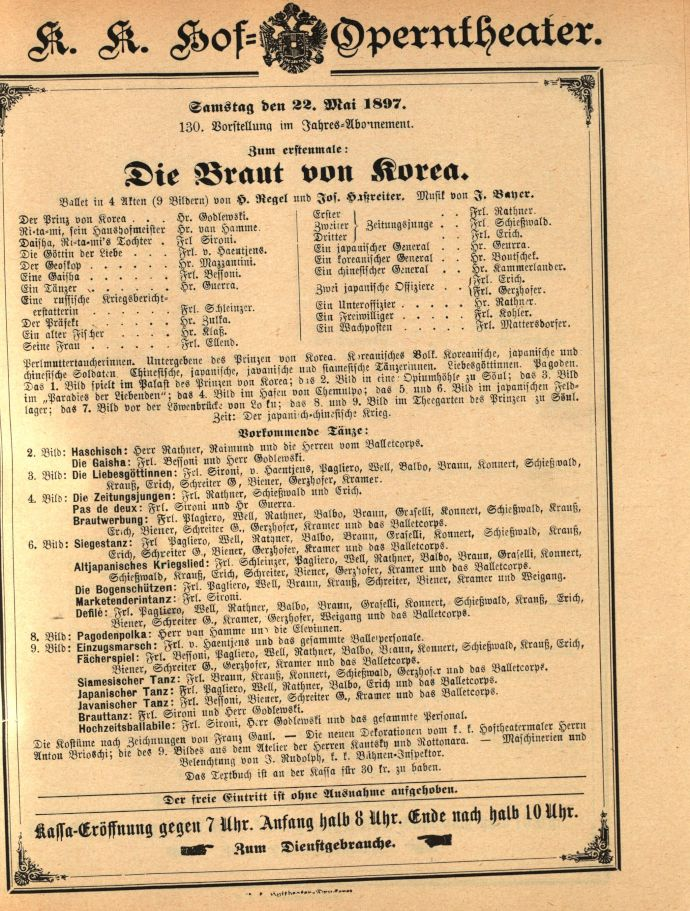
Theaterzettel der Hoftheater vom 22. Mai 1897 mit der Ankündigung der Uraufführung

- Ri-ta-mi, ein alter Diener des fürstlichen Hauses
- Daisha, seine Tochter
- Ein Diener in der Opiumhöhle
- Die Prima der Opiumhöhle
- Der Haus-Geoskop
- Die Göttin der Liebe
- Contrafigur des Prinzen von Korea
- Ein Zeitungsjunge
- Die russische Kriegsberichterstatterin
- Der chinesische General Tei-Tyang
- Ein Unteroffizier (von der deutschen Instructionsabteilung)
- Ein japanischer Infanterie-Offizier
- Ein Wachposten
- Der japanische General

## Handlung
Das Ballett spielt zur Zeit des Ersten Japanisch-Chinesischen Krieges. Zentrum der Handlung ist die Liebesbeziehung zwischen dem Prinzen von Korea und der Dienertochter Daisha. Historische Personen oder Schauplätze werden nicht behandelt.
Während des Krieges entscheidet sich der Prinz, mit seinem Volk um das koreanische Königreich zu kämpfen. Er möchte wissen, wie es um seine Chancen bestellt ist und sucht daher eine Opiumhöhle auf, um sich im Rausch seine Zukunft weisen zu lassen. Die Liebesgöttin verspricht ihm Daisha als Preis für seine Bereitschaft im Krieg. Um überhaupt eine Teilnahme am Kampf nach koreanischer Tradition zu ermöglichen, muss der Prinz jedoch zuerst die Ehe vollstrecken. Verzweifelt heiratet er eine verschleierte Frau, die er am Hafen trifft, nur um festzustellen, dass es sich um seine geliebte Daisha handelt. 
Auf dem Weg in die Schlacht wird der Prinz von den Japanern als Kriegsgefangener genommen. Daisha, die ihm heimlich gefolgt ist, versucht den Prinzen getarnt als japanische Händlerin zu befreien. Dies gelingt ihr vorerst jedoch nicht, woraufhin er letztendlich zum Tode verurteilt wird.  Am Tag der Hinrichtung schafft es Daisha durch eine List schließlich, gemeinsam mit der Kraft der Liebesgöttin den Prinzen zu retten. Das Paar flieht nach Seoul, wo eine erneute große Hochzeitsfeier am Königshof abgehalten wird.